# Tipula (Vestiplex) wahlgrenana
Tipula (Vestiplex) wahlgrenana is een tweevleugelige uit de familie langpootmuggen (Tipulidae). De soort komt voor in het Oriëntaals gebied.